# Hanabi (Mr. Children)
Hanabi è un brano musicale del gruppo musicale giapponese Mr. Children, pubblicato come loro trentatreesimo singolo il 3 settembre 2008, ed incluso nell'album Supermarket Fantasy. Il singolo ha raggiunto la prima posizione della classifica Oricon dei singoli più venduti in Giappone, vendendo 479 619 copie. Il brano è stato utilizzato come tema musicale del dorama televisivo Code Blue con Tomohisa Yamashita, Yui Aragaki e Erika Toda.

## Tracce
CD Singolo TFCC-89257
1. HANABI
2. Tadadakiatte
3. Natsu ga Owaru ~Natsu no Hi no Hommage~ (夏が終わる ~夏の日のオマージュ~)

## Classifiche
| Classifica (2008) | Posizione più alta |
| ----------------- | ------------------ |
| Giappone (Oricon) | 1                  |